# 王伯当

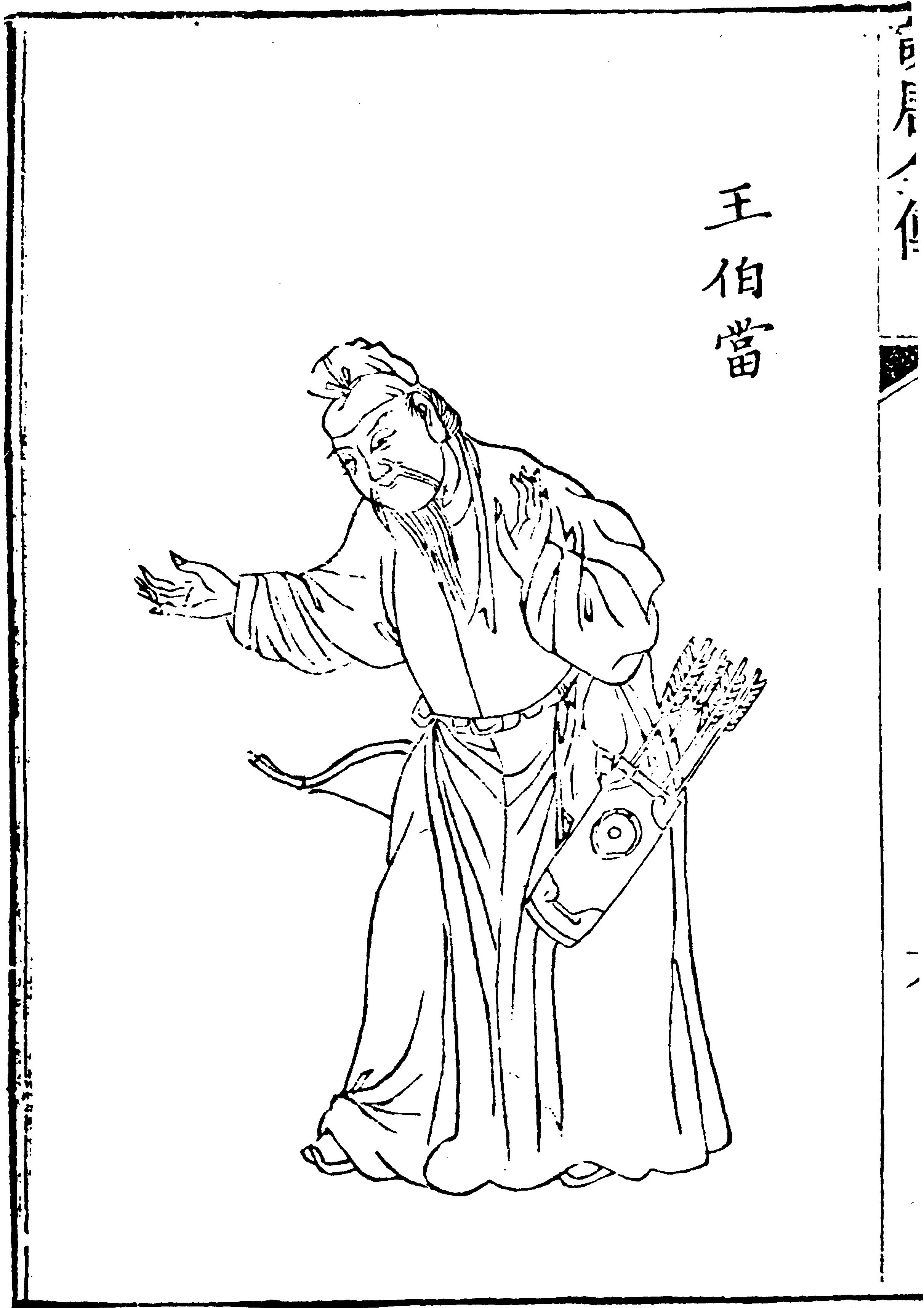
《說唐演義全傳》，王伯當

王伯当（584年—619年1月20日），隋朝末年济阳县（今河南兰考）人，隋末民变的起义领袖，瓦岗军名将。

## 生平

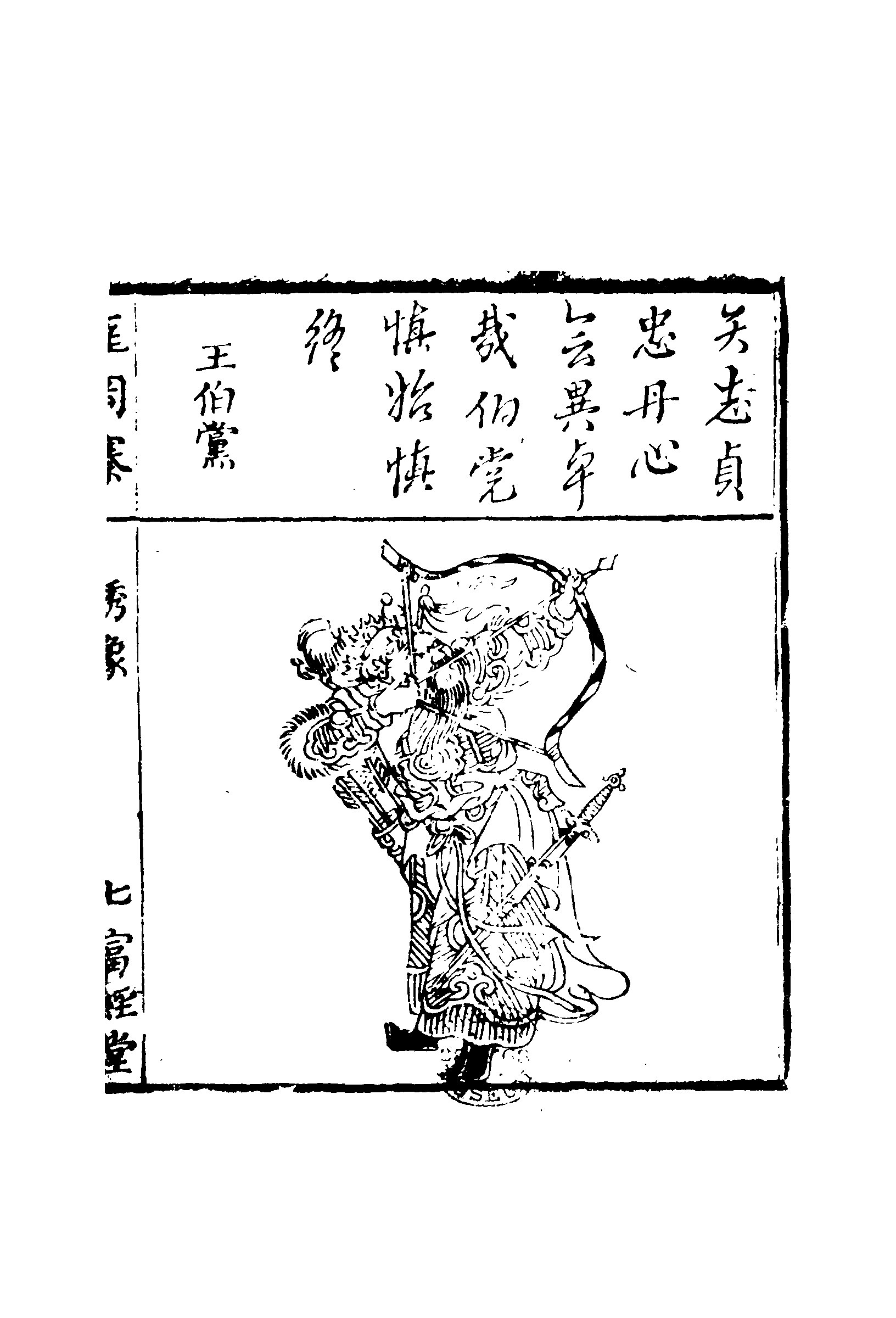
《繡像瓦崗寨演義傳》王伯當

大业十二年（616年）在济阴郡（今山东定陶）起事，李密通过他的介绍见到翟让，加入瓦岗军。王伯当之后随李密大败隋朝官军张须陀、王世充，成为李密的心腹，封为琅琊郡公。李密杀死翟让时，兵士欲杀徐世勣，被王伯当喝令停止。翟让的旧部由徐世勣、单雄信、王伯当带领。
大业十三年（617年）十二月，王伯当进攻王世充时，先遭遇敌军，交战不利。王世充的士兵立即登城，总管鲁儒率军抵抗，王伯当收集兵卒再次进攻王世充，王世充大败。王伯当斩杀王世充的骁将费青奴，其部下士卒战死淹死的有一千余人。王世充从此闭门不战。
魏公永平二年（618年）九月，李密与王世充交战，派王伯当守金墉城，结果李密大败，王伯当没有像单雄信、程咬金、秦叔宝一样，离开李密，而是和李密一起投靠关中的唐朝。王伯当被唐高祖李渊封为左武卫将军，李密为光禄卿。李密不满，与王伯当密谋回中原投奔黎阳的徐世勣和襄城郡的张善相，重建瓦岗军，向唐高祖假称招抚余部。
武德元年（618年）十一月廿九，唐高祖派贾闰甫、王伯当与李密同去。贾闰甫在华州知道李密的计划后，劝说李密停手，李密不听，还想杀死贾闰甫。王伯当为贾闰甫求情，贾闰甫得生，去往熊州。王伯当也认为李密会失败，但遭到李密拒绝后，依然跟随李密。腊月三十，李密占领桃林县（今河南灵宝）反唐，然后向襄城郡行进。唐右翊卫将军史万宝、行军总管盛彦师在河南熊耳山南设伏，王伯当、李密被射死。

## 兄弟
王要汉，王伯当之兄，官至汴州刺史。（武德二年，王世充自将兵徇地至滑台，临黎阳；尉氏城主时德睿、汴州刺史王要汉、亳州刺史丁叔则遣使降之。以德睿为尉州刺史。要汉，伯当之兄也。） 

## 文艺作品中的王伯当
在以《大唐秦王词话》、《说唐》为代表的系列话本及历史演义小说中，王伯当名勇，字伯当，以字行。是牛金牛下凡，瓦岗军的神箭手，文武全才，为瓦岗立功无数。后来魏公李密归降唐朝，王伯当跟随李密到长安。最后为救李密挡箭而死，自己却也压死了李密。
在黃易小說大唐雙龍傳中，王伯當是反派人物，因他曾玷辱主角視為姊姊的素素。他一手雙尖軟矛招數精奇，後隨李密降唐，在李密死後倒向獨孤閥。

## 影視形象
- 1987年电视剧《大运河》：何贵林饰王伯当
- 1996年电视剧《隋唐演义》：刘家成饰王伯当
- 2001年电视剧《乱世桃花》：张群饰王伯当
- 2001年电视剧《程咬金》：吴承森饰王伯当
- 2003年电视剧《隋唐英雄传》：卓凡饰王伯当
- 2005年电视剧《开创盛世》：郭常辉饰王伯当
- 2012年电视剧《隋唐英雄》：陈昌旷饰王伯当
- 2013年电视剧《隋唐演义》：张昊翔饰王伯当
- 电视剧《天下长安》：白海涛饰王伯当